# Paracymus elegans
Paracymus elegans är en skalbaggsart som först beskrevs av Henry Clinton Fall 1901.  Paracymus elegans ingår i släktet Paracymus och familjen palpbaggar. Inga underarter finns listade i Catalogue of Life.